# Spandarjan (Szirak)
Spandarjan – wieś w Armenii, w prowincji Szirak. W 2011 roku liczyła 1662 mieszkańców.